# Jack Coleman (acteur)
Pour les articles homonymes, voir Jack Coleman et Coleman.
Jack Coleman, né le 21 février 1958 à Easton, (Pennsylvanie, États-Unis), est un acteur et scénariste américain.

## Biographie
Jack Coleman est un descendant direct de la lignée de Benjamin Franklin. Il fait en effet partie de la sixième génération du petit-fils de ce dernier. Il est le plus jeune d'une famille de sept enfants. Jack Coleman a fait ses études à l'université Duke où il a décidé de poursuivre et de consacrer sa carrière au jeu d'acteur. Diplômé en 1980, il rejoint ensuite le National Theater Institute.

### Carrière
Entre 1981 et 1982, il a obtenu son premier rôle notable : celui de Jake Kositchek dans le soap opera Des jours et des vies.
En 1982, il rejoint le casting du feuilleton Dynastie où il a remplacé Al Corley dans le rôle de Steven Carrington, un des premiers personnages homosexuels apparus à la télévision, jusqu'en 1988 pour jouer dans une pièce de théâtre.
En 1992, il devient un personnage récurrent dans la série Nightmare Cafe.
En 2004, il est dans la télésuite Kingdom Hospital. 
Par la suite, il a joué dans Les Experts : Miami, Nip/Tuck, FBI : Portés disparus et Entourage, ainsi que dans le téléfilm Les Sœurs Callum, où il interprète le père de deux filles (Alyson et Amanda Michalka).
Il a été nommé lors du Mark Taper Forum pour son rôle au théâtre, de Tom Griffin dans la pièce Stand-up Tragedy et a gagné un Los Angeles Drama Critics Circle Award pour son rôle dans Bouncers.
Connu également comme scénariste, il a écrit le scénario de Studio City qu'il a produit et où il a également joué.
De 2006 à 2010, il interprète l'un des rôles principaux, Noé Bennet, dans le feuilleton Heroes.
En 2015, il reprend son rôle de Noé Bennet dans la mini-série Heroes Reborn de 13 épisodes.

### Vie privée
Depuis le 21 juin 1996, il est marié à l'actrice Beth Toussaint. Ils ont eu une fille.

## Filmographie

### Cinéma

#### Longs métrages
- 1988 : The Pursuit of Happiness (en) de Martha Ansara : Stan
- 1994 : L'Étudiant étranger (Foreign Student) d'Eva Sereny : Rex Jennings
- 1997 : Spawn de Mark A.Z. Dippé : un docteur
- 1997 : Time Under Fire (de) de Scott P. Levy et Tripp Reed : Lance McCarthy
- 1998 : Démoniaque (The Landlady) de Robert Malenfant : Patrick Foreman
- 2008 : Beautiful Loser de John Nolte : Jimmy
- 2015 : The Submarine Kid d'Eric Bilitch : M. Koll
- 2017 : The Tank de Kellie Madison : Reed Baker
- 2019 : Rattlesnakes de Julius Amedume : Richie Hanson

#### Courts métrages
- 2003 : Studio City de Tom Verica : Andrew Mason
- 2011 : The Contract de Ryan Goldstein : le patron
- 2013 : Emit de J. S. Mayank : Rance Wofford

### Télévision

#### Téléfilms
- 1989 : Et si c'était à refaire (Bridesmaids) de Lila Garrett : Matt
- 1990 : La Fille des ténèbres (Daughter of Darkness) de Stuart Gordon : Devlin
- 1990 : Les Enfants de la mariée (Children of the Bride) de Jonathan Sanger (en) : Dennis
- 1991 : The Return of Eliot Ness de James A. Contner : Gil Labine
- 1993 : Rubdown (en) de Stuart Cooper : Marion Pooley
- 1995 : Astéroïde (Trapped in Space) d'Arthur Allan Seidelman : Grant
- 1997 : Les Ailes de la victoire (Angels in the Endzone) de Gary Nadeau : Peter Harper
- 1997 : Piège en plein ciel (Medusa's Child) de Larry Shaw : Dean Cooper
- 1999 : S'il suffisait d'aimer (Replacing Dad) de Joyce Chopra : Dr Mark Chandler
- 1999 : Last Rites de Kevin Dowling : agent Gary Blake
- 2006 : Les Sœurs Callum (Cow Belles) de Francine McDougall : Reed Callum
- 2009 : À l'aube du dernier jour (Polar Storm) de Paul Ziller : Dr James Mayfield
- 2011 : Mon père, ce rockeur (Rock the House) d'Ernie Barbarash : Max Peterson
- 2012 : Crash and Burn de Peter Siaggas et Lance Krall : Jack Coleman[2]
- 2014 : Salvation de Jeffrey Reiner : Daniel
- 2017 : Dois-je lui dire oui ? de Kevin Connor : Robert Vincent

#### Séries télévisées
- 1981-1982 : Des jours et des vies (Days of Our Lives) : Jake Kositchek #2
- 1982-1988 : Dynastie (Dynasty) : Steven Carrington (148 épisodes)
- 1984 : Glitter : Rusty Walker (saison 1, épisode 3)
- 1985 : Finder of Lost Loves (en) : Dr Eric Jordan (saison 1, épisode 14)
- 1985 : La croisière s'amuse (The Love Boat) : Scott Barrett (saison 9, épisodes 4 et 5)
- 1986 : Dynastie 2 : Les Colby (The Colbys) : Steven Carrington (saison 1, épisode 18)
- 1992 : Le Bar de l'angoisse (Nightmare Cafe) : Frank Nolan (6 épisodes)
- 1995 : Diagnostic : Meurtre (Diagnosis Murder) : Eddie Gault (saison 2, épisode 16)
- 1995 : L'Homme à la Rolls (Burke's Law) : Ted D'Arcy (saison 2, épisode 12)
- 1995 : Les Anges du bonheur (Touched by an Angel) : Jeff Ritchy (saison 2, épisode 5)
- 1998 : Une fille à scandales (The Naked Truth) : Colin Terell (saison 3, épisodes 20 et 21)
- 1998 : Traque sur Internet (The Net) : Dr Steven Graf (saison 1, épisode 3)
- 1998-2000 : Oh Baby : Rick (11 épisodes)
- 2001 : Special Unit 2 : George Armstrong (saison 2, épisode 7)
- 2001 : Providence : Larry (saison 4, épisode 10)
- 2002 : Becker : Tony Holland (saison 5, épisode 6)
- 2003 : According to Jim : Sean Curran (saison 2, épisode 24)
- 2004 : Kingdom Hospital : Peter Rickman (13 épisodes)
- 2004 : Nip/Tuck : Dr Avery Atherton (saison 2, épisode 9)
- 2004 : Les Experts : Miami (CSI: Miami) : Martin Gillespie (saison 3, épisode 4)
- 2004 : FBI : Portés disparus (Whithout a Trace) : Roy Ducek (saison 3, épisode 9)
- 2006 : Entourage : Bradley (saison 3, épisode 11)
- 2006-2010 : Heroes : Noé Bennet (74 épisodes)
- 2010 : Mentalist : Max Winter (saison 3, épisode 4)
- 2010 : Dr House : Joe Dugan (saison 7, épisode 6)
- 2010-2013 : The Office : le sénateur d'État Rob Lipton (14 épisodes)
- 2011 : Esprits criminels (Criminal Minds) : Bill Rogers (saison 7, épisode 8)
- 2011-2012 : Vampire Diaries (The Vampire Diaries) : Bill Forbes (5 épisodes, saison 3)
- 2012-2015 : Castle : sénateur William H. Bracken (6 épisodes)
- 2013 : Burn Notice : Andrew Strong (11 épisodes)
- 2013 : Scandal : Daniel Douglas Langston (6 épisodes, saison 3)
- 2014 : Les Experts : Jim Logan (saison 14, épisode 15)
- 2015 et 2018 : Chicago Police Department : Bob Ruzek (2 épisodes)
- 2015 : Heroes Reborn: Dark Matters : Noah Bennet (2 épisodes)
- 2015-2016 : Heroes Reborn : Noah Bennet (13 épisodes)
- 2017 : Red Blooded : Deke Adair (saison 1, épisode 1)
- 2018 : Murder (How to Get Away with Murder) : M. Dean (saison 4, épisode 11)
- 2018 : Hawaii Five-0 : l'agent Miller (2 épisodes)
- 2022 : Westworld : Sénateur Ken Whitney (saison 4 )

#### Séries d'animation
- 2012-2014 : Ultimate Spider-Man : Stephen Strange / Docteur Strange (voix originale, 3 épisodes)
- 2014 : Hulk et les Agents du S.M.A.S.H. (Hulk and the Agents of S.M.A.S.H.) : Stephen Strange / Docteur Strange (voix originale - saison 1, épisode 20)
- 2015 : Avengers Rassemblement (Marvel's Avengers Assemble) : Stephen Strange / docteur Strange (voix originale - saison 2, épisode 12)

### Jeu vidéo
- 2016 : Lego Marvel's Avengers : All-New All-Different Doctor Strange (voix originale,  non crédité)

## Distinctions

### Récompenses
- Los Angeles Drama Critics Circle Award pour Bouncers

### Nominations
- Mark Taper Forum pour Stand-up Tragedy

## Voix françaises
En France, Hervé Jolly est la voix française régulière de Jack Coleman,,. Auparavant, il y a eu François Leccia qui l'a doublé à cinq reprises.